# Rokujo
Rokujo, född 1164, död 1176, var regerande kejsare av Japan mellan 1165 och 1168.